# Marie-Aurelle Awona
Marie-Aurelle Awona (Yaoundé, 2 febbraio 1993) è una calciatrice francese naturalizzata camerunese, difensore della nazionale camerunese.

## Carriera

### Club

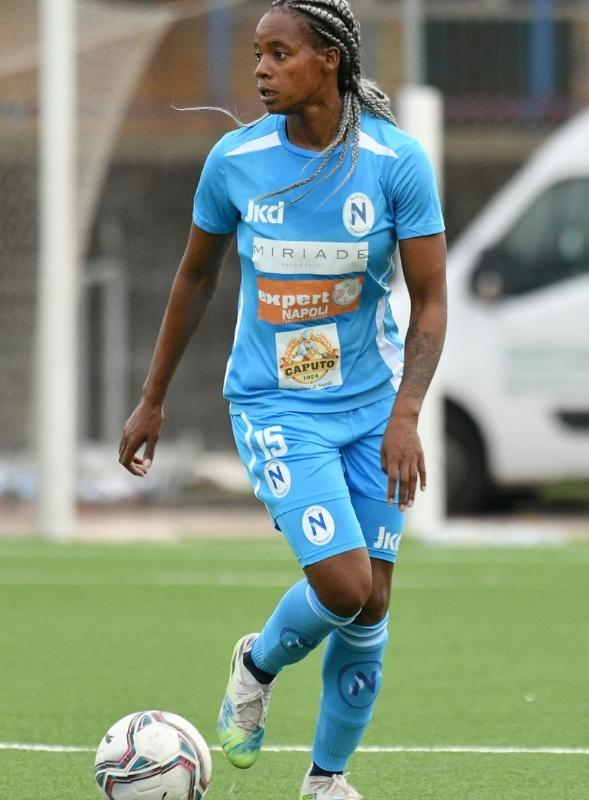
Aurelle Awona in azione con la maglia del Napoli nella stagione 2021-22.

Aurelle Awona, nata a Yaoundé, in Camerun, ma trasferitasi in Francia all'età di sei anni, si appassiona al calcio fin da giovanissima, decidendo di tesserarsi con il Fontenay-sous-Bois, società dell'omonimo centro del dipartimento della Valle della Marna nella regione dell'Île-de-France. Dopo essere rimasta per quattro stagioni decide di trasferirsi al Cergy Clos, dove gioca nella stagione 2004-2005, per spostarsi al Cergy Pontoise, sempre a Cergy, in Val-d'Oise, per le due successive e al Domont (Domont, Val-d'Oise) dal 2007 al 2009, dove debutta nella Division 3 Féminine e in Challenge de France, l'allora denominazione della Coppa di Francia.
Nell'estate 2009 formalizza il suo passaggio al Le Mans dove viene inserita sia nella rosa della squadra titolare iscritta alla Division 2 Féminine che in quella del Le Mans B che partecipa alla Division 3, condividendo con le compagne la conquista della prima posizione in classifica in D2 gruppo B e la conseguente promozione in Division 1 Féminine per la stagione entrante che vede il ritorno della società al massimo livello del campionato francese dopo 14 anni. Awona, oramai titolare, debutta in D1 fin dalla prima giornata e viene impiegata in altre 19 occasioni su 22 incontri, al quale si aggiunge, grazie alla ancora giovane età, l'unica presenza nella formazione under 19 che partecipa al campionato francese di categoria. Il campionato si rivela ostico per Awona e compagne al cui termine, nonostante il pari punteggio con lo Yzeure (39) e le stesse prestazioni (4 vittorie, 5 pareggi e 13 sconfitte), sono costrette alla retrocessione per la migliore differenza reti maturate dalle avversarie. Al termine del campionato Awona lascia la società con un tabellino personale di 26 presenze e due reti, alle quali si aggiungono le 11 presenze e 2 reti della formazione B in D3 nella stagione 2009-2010.
Durante il calciomercato estivo 2011 trova un accordo con il neopromosso Soyaux che la precedente stagione ha conquistato il primo posto in Division 2 gruppo B dopo una stagione in cadetteria. Awona condivide le sorti della squadra, con la retrocessione al termine della stagione 2011-2012 e l'immediata riconquista della massima serie nella stagione successiva mantenendola i campionati seguenti. In questo periodo Awona e compagne raggiungono il massimo risultato sportivo per la società in Coppa di Francia, nella stagione 2013-2014, arrivando a disputare per la terza volta assoluta le semifinali e venendo eliminate dalle detentrici della Coppa, nonché campionesse di Francia, dell'Olympique Lione.
Nell'estate 2018 dopo sette stagioni passate tra le file del Soyaux, si è trasferita al Digione, società neopromossa in Division 1. Qui vi rimane per due stagioni, condividendo con le compagne la chiusura dei due successivi campionati in zona salvezza, all'ottavo posto nel 2018-2019 e al nono in quello 2019-2020.
Dopo aver iniziato la stagione 2019-2020 con la squadra francese, all'inizio del 2020, dopo aver disputato i sedicesimi di finale di coppa di Francia, vittoria sulle avversarie del Vesoul per 12-0, decide di trasferirsi per la prima volta fuori del territorio francese, siglando un accordo con il Madrid CFF per disputare la Primera División, massimo livello del campionato spagnolo.
Con il blocco del campionato a causa della pandemia di COVID-19 in Spagna, le due controparti decidono la risoluzione consensuale del contratto, e durante il calciomercato estivo 2020 Awona decide di tornare in Francia, siglando un accordo con lo Stade Reims per disputare nuovamente il campionato di D1 per la stagione entrante.
Nel luglio 2021 Awona si è trasferita in Italia al Napoli. Dopo una sola stagione a Napoli, conclusasi con la retrocessione della squadra in Serie B, è andata a giocare in Portogallo al Braga, partecipante alla massima serie nazionale.
Dopo l'esperienza portoghese coglie l'occasione di giocare in un nuovo campionato internazionale, la Women Empowerment League, massimo livello professionistico giapponese, firmando un contratto con il Mynavi Sendai nell'estate 2023. Durante la stagione tuttavia un infortunio le preclude ogni possibilità di essere impiegata, decidendo di lasciare la squadra a inizio marzo 2024.

### Nazionale
Awona viene chiamata dalla Federazione calcistica della Francia per vestire sotto la direzione tecnica di Gérard Sergent la maglia della formazione Under-16 nella doppia amichevole con le pari età dell'Inghilterra del 17 e 19 febbraio 2009, dove al Bisham Abbey National Sport Center di Marlow, Berkshire, le francesi si aggiudicano gli incontri rispettivamente 1-0 e 5-0, e dove in quest'ultimo sigla al 68' la rete che fissa il risultato.
Dopo due anni viene convocata dal responsabile Jean-Michel Degrange nella nazionale francese Under-19, ancora per un'amichevole e ancora contro l'Inghilterra, incontro che le francesi questa volta perdono 2-0 al Voetbalcomplex de Groote Wielen di Rosmalen il 22 novembre 2011. Degrange la inserisce in rosa anche nella formazione che affronta l'edizione 2012 del Torneo di La Manga, impiegando Awona in due occasioni, il 4 marzo, dove le Blues perdono l'incontro con le pari età degli Stati Uniti, e l'8 marzo, superate dalla Svizzera 4-0. Questa è l'ultima partita che Awona gioca rappresentando la Francia.
Nel dicembre 2014, grazie alla sua doppia cittadinanza, viene accettata dalla Federazione calcistica del Camerun per rappresentare il Paese africano indossando la maglia della nazionale maggiore. Nel maggio 2015 il ct Enow Ngachu la inserisce nella rosa della giocatrici che partecipano al Mondiale di Canada 2015. Fa il suo debutto nel torneo il 16 giugno 2015, al Commonwealth Stadium di Edmonton, terza partita del gruppo C dove il Camerun supera per 2-1 le avversarie della Svizzera ipotecando il passaggio agli ottavi di finale. Gioca anche la successiva partita del 20 giugno dove la Cina, vincendo 1-0, la elimina.
Nel 2016 Ngachu la convoca anche per la fase finale dell'edizione casalinga della Coppa delle nazioni africane femminile dove Awona condivide con le compagne la conquista della finale del 3 dicembre con le avversarie storiche della Nigeria, nazionale che poi si aggiudicherà il titolo vincendo l'incontro per 1-0.

## Palmarès
- Campionato francese di seconda divisione: 2

Le Mans: 2009-2010
Soyaux: 2012-2013